# Kildysart
Kildysart, officieel Killadysart (Iers:Cill an Dísirt is een dorp in County Clare, Ierland.
Kilkishen maakt deel uit van de parochie met dezelfde naam. De parochie zelf maakt deel uit van de "Radharc na n-Oiléan"-cluster van parochies binnen het Bisdom Killaloe.
Het dorp ligt aan de R473, een regionale weg die loopt van Clarecastle tot Kilrush.

## Voorzieningen
Kildysart kent een lagere en middelbare school, een gevarieerd winkelaanbod, een benzinestation en meerdere pubs en eetgelegenheden. De katholieke kerk is de St. Senankerk.

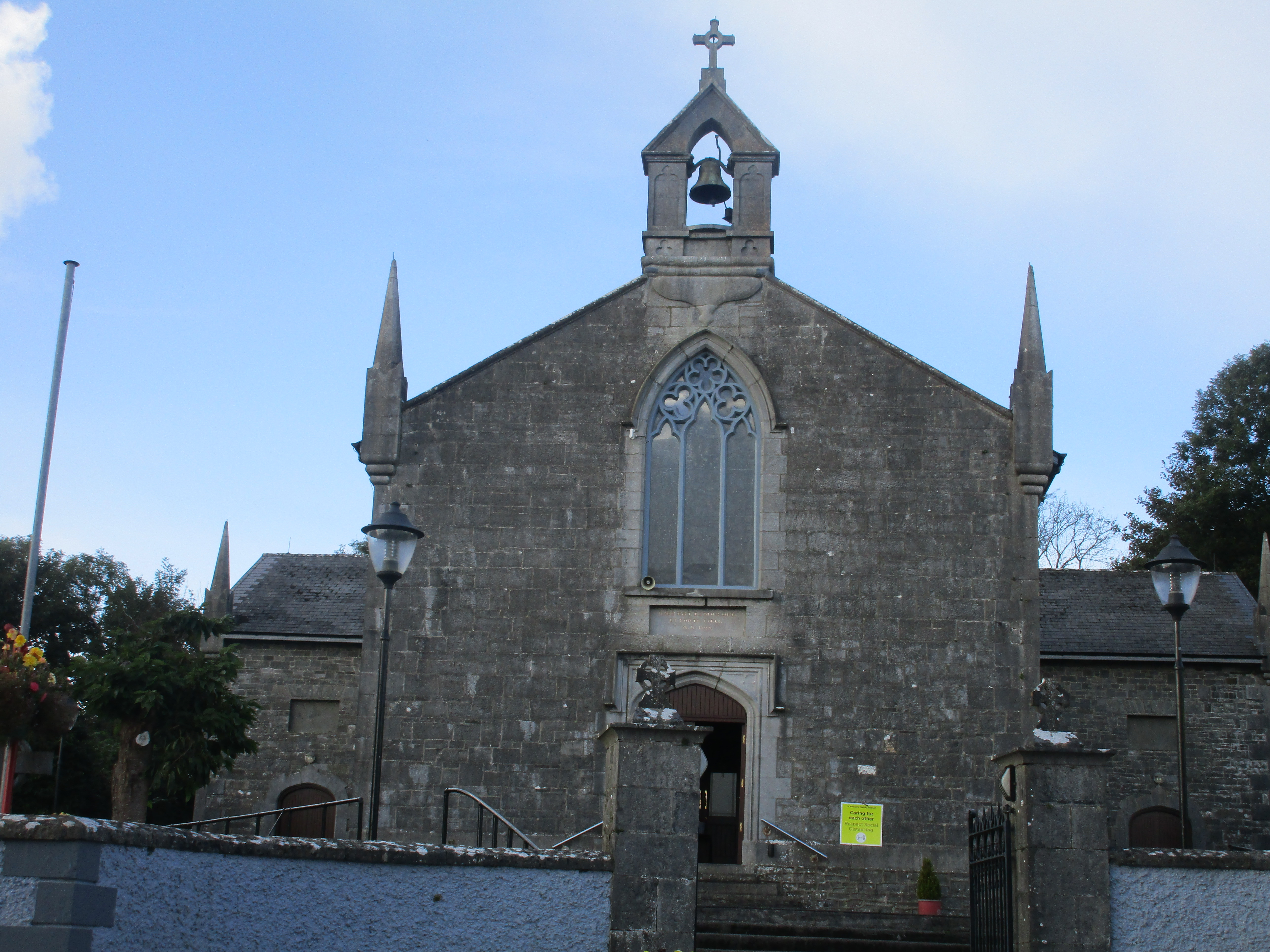
De huidige katholieke kerk, St Michael'skerk
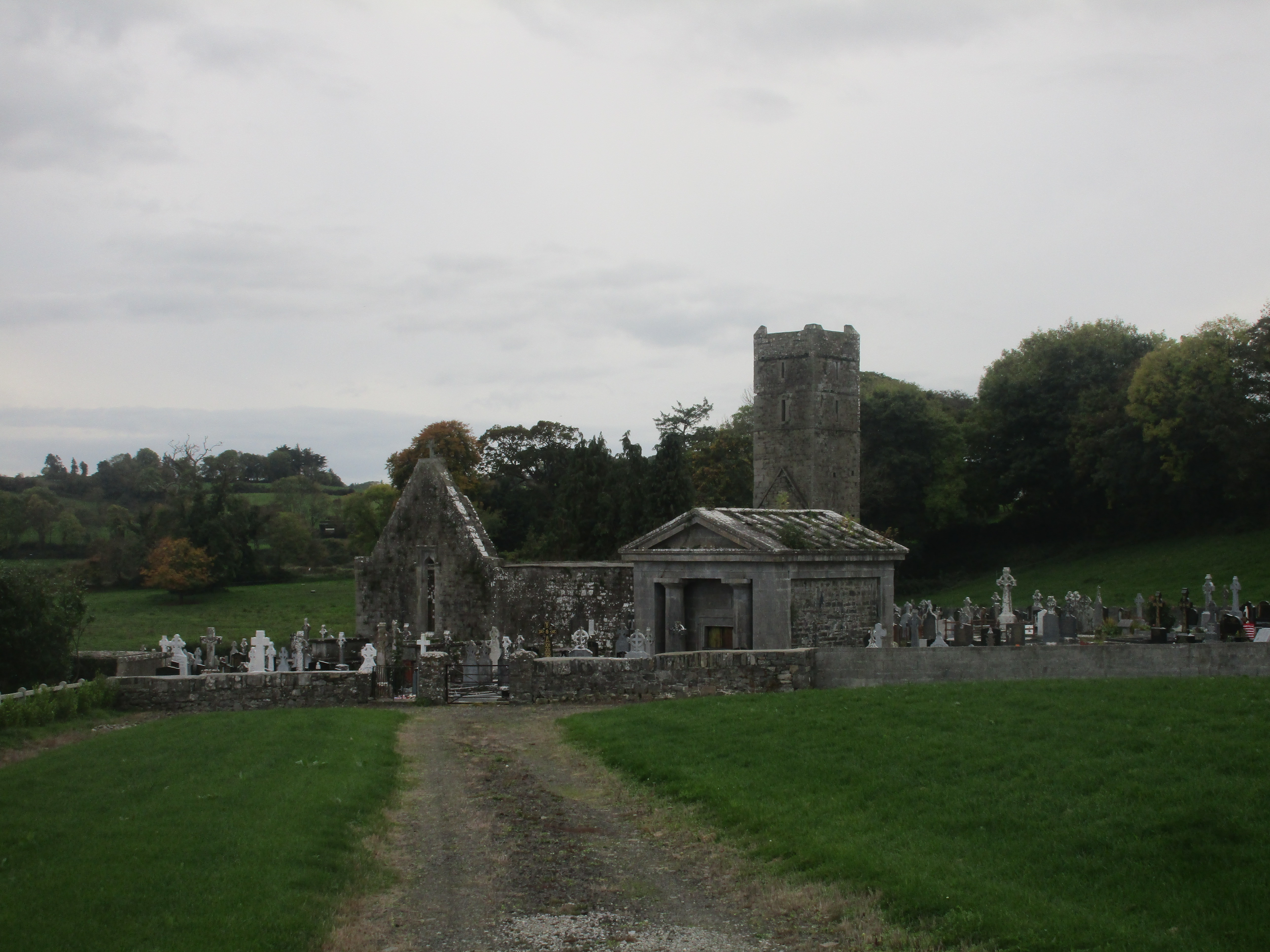
Het mausoleum voor de Scott-familie (landeigenaren) met de oude kerk daarachter
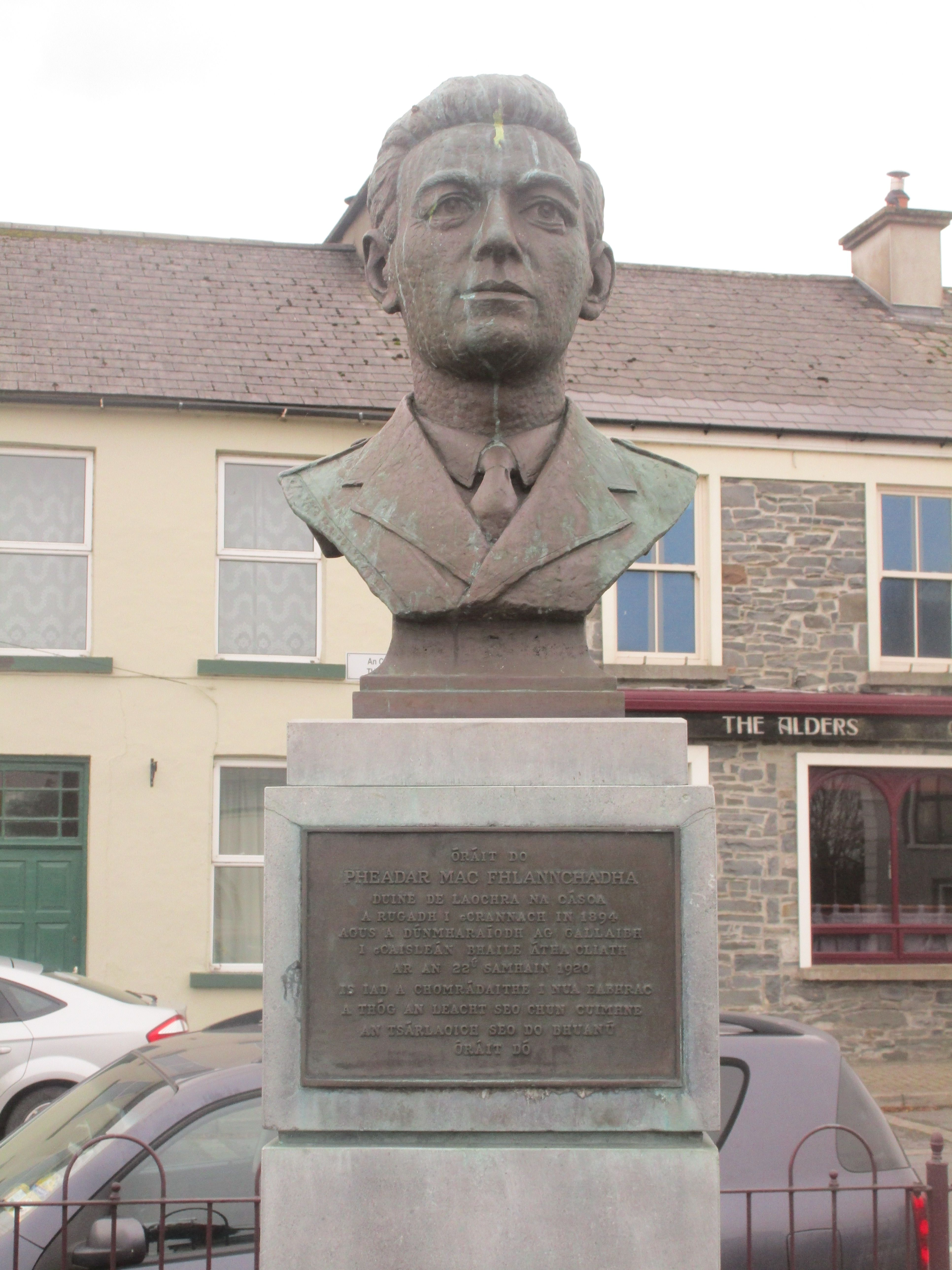
Peadar Clancy monument